# Monte Odin
Il monte Odin è la più alta montagna presente sull'Isola di Baffin, nel territorio del Nunavut, in Canada. È parte delle Baffin Mountains che a loro volta fanno parte della catena montuosa della Cordigliera Artica.
Ha un'altezza di 2.147 metri sul livello del mare. La prima scalata fu compiuta nel 1953 .